# Marianin (Broniszewice)
Marianin – niestandaryzowana część wsi Broniszewice, położona w  województwie wielkopolskim, w powiecie pleszewskim, w gminie Czermin.
Przysiółek znajduje się w południowej części Broniszewic.